# Союз Т-12
«Союз Т-12» — пилотируемый космический корабль.

## Параметры полёта
- Масса аппарата — 7,02 т.
- Наклонение орбиты — 51,6°.
- Период обращения — 88,6 мин.
- Перигей — 192 км.
- Апогей — 218 км.

## Экипаж старта и посадки
- Командир корабля — Джанибеков, Владимир Александрович (4)
- Бортинженер корабля — Савицкая, Светлана Евгеньевна (2)
- Космонавт-исследователь корабля — Волк, Игорь Петрович (1)

## Дублирующий экипаж
- Командир корабля — Васютин, Владимир Владимирович
- Бортинженер корабля — Иванова, Екатерина Александровна
- Космонавт-исследователь корабля — Савиных, Виктор Петрович

## Описание полёта
Четвёртая экспедиция посещения орбитального научного комплекса «Салют-7» — «Союз Т-11». В это время на станции «Салют-7» находился третий долговременный экипаж: Леонид Кизим, Владимир Соловьёв и Олег Атьков. Во время пребывания на станции одновременно шести космонавтов были проведены многие научные эксперименты.
25 июля Владимир Джанибеков и Светлана Савицкая осуществили выход в открытый космос, продолжительностью 3 часа 35 минут. Во время работы в открытом космосе Владимир Джанибеков и Светлана Савицкая проводили испытания различных инструментов, предназначенных для работы с металлами в открытом космосе, в том числе Универсального Ручного Инструмента (УРИ), позволяющего производить в открытом космосе сварку, резку и пайку металлов. Светлана Савицкая стала первой женщиной, осуществившей выход в открытый космос.
Космонавт Игорь Волк совершал тренировочный полёт, как пилот будущих советских космических кораблей многоразового использования «Буран». Непосредственно после посадки корабля Игорь Волк совершил последовательно полёты в качестве первого пилота на вертолёте, пассажирском самолёте Ту-154 и истребителе МиГ-25.